# 平和の森公園 (大田区)
平和の森公園（へいわのもりこうえん）は、東京都大田区にある大田区立の公園。また、同公園が所在する地名にもなっている。同名の公園を全国の複数の自治体に確認できるが、特につながりはない。
かつて存在した平和島運河を埋め立て造られた公園で、大田区立の公園として最大の面積を誇る。公園内には、広場や池のほかに、テニスコート、弓道場、アーチェリー場などのスポーツ施設がある。また、園内には大田区の文化財や史跡を模した23区内では唯一のフィールドアスレチック協会公認のフィールドアスレチック（有料）があるのが特徴である。

## 歴史
- 1982年5月22日 - 開園。
敷地面積 約99,000 m2
- 1984年 - 大田区の平和都市宣言により、公園のシンボル「愛し子」像が完成。
- 2005年3月1日 - 住居表示を実施する[4]。

### 地名の変遷
| 実施後       | 実施年月日   | 実施前 |
| ------------ | ------------ | --- |
| 平和の森公園 | 2005年3月1日 | 平和島五丁目八番六から平和の森公園無番地区有地を経て大森東一丁目無番地国有地に至る間の地先公有水面の埋立地 |

## 主な施設
- フィールドアスレチック
  - 利用時間：午前9時より午後4時30分まで（入場は午後3時まで）
  - 休業日：年末年始、毎週月曜日および雨でコンディション不良時

- テニスコート
- 弓道場
- アーチェリー場
- 見晴らし広場
- ひょうたん池

なお、公園のほぼ中央を南北に分ける形で環七通りが横断している。また、隣接して人工海浜を備えた大森ふるさとの浜辺公園と大森海苔のふるさと館があるほか、近接して平和島公園と平和島競艇場がある。
公園内のランニングコースは、1周　1074m。

## アクセスなど
- 京急本線平和島駅より徒歩約13分
- 常時開園、ただしスポーツ施設の利用は深夜、早朝は不可。
- 公園利用者用に駐車場あり（有料）。
- 料金など：入園料は無料。フィールドアスレッチックは、有料。（主な施設の項参照）他のスポーツ施設の利用も有料なので、事前に公園事務所に問い合わせが必要。

## その他

### 日本郵便
- 郵便番号 : 143-0005[2]（集配局 : 大森郵便局[5]）。